# や座FG星
や座FG星（やざえふじーせい）はや座にある変光星で、学名はFG Sagittae（略称はFG Sge）。

## 物理的性質
変光の原因はよく知られておらず他に同じような変光星が見当たらないため、どの型にも分類されていない。1943年、ドイツのクーノ・ホフマイスターによって0.5等の不規則な変光が発見された。だが平均した明るさも増光しており、1890年には13.7等だったのが1967年に9.5等になった。その後減光に転じ、1980年には11等くらいの明るさになっている。
スペクトル型も変化しており、1955年頃にはB4とされたが、その後表面温度が下がり、1972年にはF5となっている。1980年にはK0となっているが、一貫して超巨星のスペクトルを示している。距離は諸説あり、4900光年、8150光年といった値が出ている。